# Санто Антонио
Санто Антонио е най-голямото населено място на остров Принсипи. Градът е бил столица на Сао Томе и Принсипи от 1753 до 1852 година. Санто Антонио е разположен на североизточния бряг на остров Принсипи, на река Палота. Столица е на провинция Принсипи и на окръг Паге на Сао Томе и Принсипи. Населението на града е около 1200 души.
В града има училище, няколко църкви, плажове, малко пристанище и няколко площада. Местната валута се нарича добра.

## Побратимени градове
- Авейро, Португалия